# Victor Slăvescu
Victor Slăvescu (n. 23 mai/5 iunie 1891, Rucăr, județul Muscel – d. 24 septembrie 1977, București) a fost un economist, om politic român, ministru de finanțe al României între anii 1934-1935, membru titular al Academiei Române.
Tatăl său, Ion Slăvescu, a fost colonel în armată.

## Studii
Victor Slăvescu s-a înscris în toamna anului 1911 pentru a urma cursurile Facultății de filosofie din Göttingen. În 1912 a plecat la Universitatea din München, unde a studiat timp de două semestre științele economice. Între timp, face și o călătorie la Paris.
În toamna anul 1913 și-a continuat studiile la Universitatea din Halle, obținând in anul 1914 titlul de doctor în științe economice.

## Activitate profesională
- Asistent contabil (1915);
- Director la Banca Romănească (timp de 10 ani).;
- Conferențiar definit (01.07.1925-1928);
- Profesor agregat (1928-1931) la Studiul practic al întreprinderilor comerciale și industriale, Studiul transporturilor pe căi ferate, ape și tarife;
- Profesor titular la catedra de Monedă credit și schimb și Studiul și tehnica băncilor (1931-1940), catedra de economie politica și economie națională (1941-01.09.1947) AISCI, București.

În 1947 a fost îndepărtat din învățământ
- Cursuri la școala Superioară de Război;
- Director general Societatea Națională de Credit Industrial (01.11.1923, 10 ani);
- Director la BNR;
- Subsecretar de stat la Ministerul de Finanțe (14.11.1933- 03.01.1934);
- Ministru de finante (05.01.-01.10 1934, 02.10.1934-01.02.1935) și ministru ad interim la Industrie și Comerț (02-05.10.1934);
- Ministru de Înzestrarea Armatei (01.02-28.09.1939, 28.09-23.11.1939, 24.11.1939-11.05.1940, 11.05-04.07.1940);
- Membru în conducerea unor societăți industriale;
- Președinte UGIR (Uniunea generală a industriașilor din România);
- Inițiator al revistei “Independența economică” (04.1918);
- Director la "Anale economice și statistice" (1926);
- Rector al Academiei de înalte studii comerciale și industraiale din București;
- Membru al Consiliului superior bancar (6.07.1937-8.04.1938, 23.01.1946);
- Co-fondator, membru în comitetul de conducere la Institutul de Cercetări Sociale (18.11.1938);

## Afilieri
- Membru corespondent (1936), membru activ (17.05.1939) Academia Română.
- Membru titular (28.05.1938) al Academiei de Științe din România[1]

## Politică
Șeful organizației PNL din județul Galați, deputat în cinci legislaturi, senator.
Ca urmare a activtății politice, a fost întemnițat la Închisoarea Sighet (06.1950 - 07.1955). 

## Decorații
- Marea cruce Coroana României,
- Marea cruce Orange Nassau,
- Mare ofițer Legiunea de Onoare.

## In memoriam
Pe 8 iunie 2001 s-a organizat o sesiune științifică dedicată împlinirii a 110 ani de la nașterea economistului Victor Slăvescu, în cursul căreia au fost prezentate următoarele lucrări:
- Viața și opera economistului Victor Slăvescu (Acad. Iulian Văcărel)
- Sistemul bancar românesc în viziunea profesorului Victor Slăvescu (Prof. Mugur Isărescu)
- Victor Slăvescu - profesor și specialist în economie (Prof. Paul Bran)
- Victor Slăvescu - susținător al capitalului autohton (Prof. Victor Axenciuc).
- Evocare Victor Slăvescu (Acad. Costin C. Kirițescu)
- Victor Slăvescu - ultimii ani de viață (Dr. Ștefan Răgălie)

Prin Hotărârea nr.1.366 din 27 decembrie 2001 privind reorganizarea și schimbarea denumirilor unor unități de cercetare din subordinea Academiei Române, Institutul de Cercetări Financiare și Monetare "Victor Slăvescu" s-a reorganizat ca Centru de Cercetări Financiare și Monetare al Academiei Române "Victor Slăvescu", unitate componentă a Institutului Național de Cercetări Economice, cu sediul în municipiul București, calea 13 Septembrie nr. 13, sectorul 5;